# Cosmorhoe decolorata
Cosmorhoe decolorata är en fjärilsart som beskrevs av Alexander von Nordmann 1927. Cosmorhoe decolorata ingår i släktet Cosmorhoe och familjen mätare. Inga underarter finns listade i Catalogue of Life.